# The Gone Game
The Gone Game es una miniserie india de suspenso psicológico dirigida por Nikhil Bhat, protagonizada por Sanjay Kapoor, Shweta Tripathi, Shriya Pilgaonkar y Arjun Mathur. Se filmó casi en su totalidad dentro de los límites de sus hogares y se dirigió de forma remota durante la pandemia de COVID-19 en la India. Se estrenó en Voot el 20 de agosto de 2020. La segunda temporada lanzada el 7 de julio de 2022.

## Sinopsis
La serie comienza con la condición de Sahil y los síntomas visibles de ser COVID-19 positivo. Los episodios posteriores intentan mostrar varios hilos y la trama se complica con cada episodio.[cita requerida]

## Reparto
- Sanjay Kapoor como Rajeev Gujral
- Shweta Tripathi como Amara Gujral
- Arjun Mathur como Sahil Gujral
- Shriya Pilgaonkar como Suhani Gujral
- Lubna Salim como Barkha Kapoor
- Rukhsar Rehman como Suneeta Gujral
- Dibyendu Bhattacharya como Subhash Chaudhary
- Indraneil Sengupta como Prateek Jindal
- Harleen Sethi como Sharmila Gupta (temporada 2)

## Recepción
Jyoti Kanyal de India Today dio su reseña de la serie al mismo tiempo que agradeció la producción mínima utilizada para el rodaje y también escribió sobre la relación de la serie con la audiencia debido a la pandemia de COVID-19. Rohan Naahar de Hindustan Times compartió sus críticas mixtas, reconoció el fuerte elenco y elogió la trama única. Shubhra Gupta de The Indian Express declaró la serie como un experimento interesante y destaca un punto que la serie refleja claramente, que somos prisioneros de nuestros dispositivos digitales. Devasheesh Pandey de News 18 declaró la serie como una buena representación de Covid-19 junto con una interesante trama de suspenso.